# Limahl

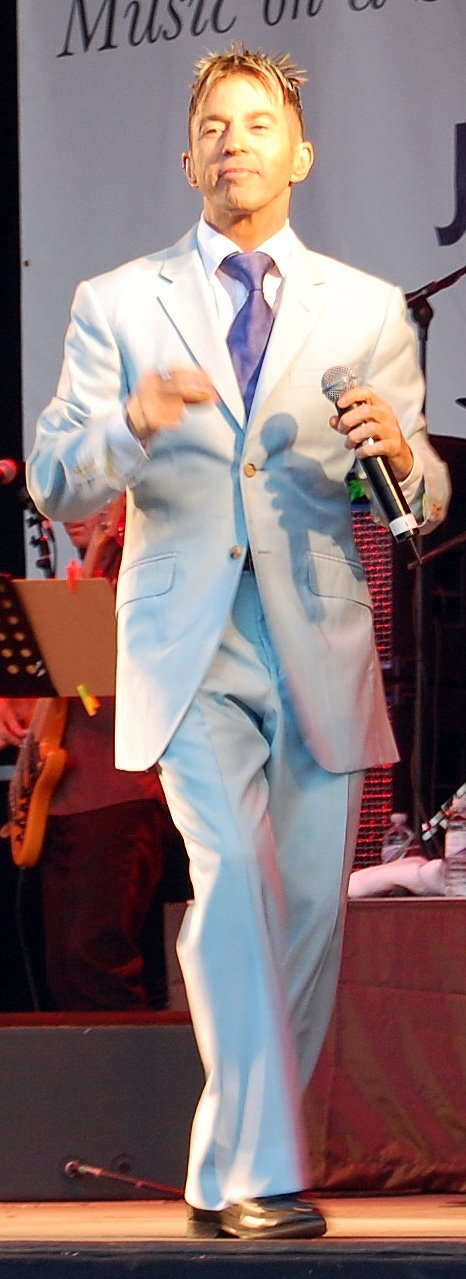
Limahl

Christopher Hamill, född 19 december 1958 i Wigan i England, är en brittisk musiker, bättre känd under artistnamnet Limahl. Han var först sångare i popgruppen Kajagoogoo och har därefter gjort solokarriär. Utanför Storbritannien är han främst känd för låten The Neverending Story, som var ledmotiv till filmen Den oändliga historien.

## Musikalisk karriär
Hamill tog sitt artistnamn, som är ett anagram av hans efternamn, när han svarade på en annons i en musiktidning, där gruppen Kajagoogoo sökte en frontfigur. Gruppen fick tillsammans med Hamill snabbt stor framgång med låten Too Shy, som 1983 blev nummer ett på den brittiska topplistan och nummer fem på amerikanska Billboard Hot 100. Hamill fick dock sparken från gruppen samma år eftersom han inte kom överens med de andra medlemmarna.
I stället inledde Hamill sin solokarriär under namnet Limahl. Han fick ett par topplisteplaceringar med låten Only For Love och ledmotivet till filmen Den oändliga historien, men därefter gick hans karriär utför, och efter att ha blivit fotograferad på väg ut från den brittiska arbetsförmedlingen kom han i stället att bli en symbol för ett kortvarigt kändisskaps baksidor.

## Diskografi

### Album
- 1983 – White Feathers (som sångare i Kajagoogoo)
- 1984 – Don’t Suppose
- 1986 – Colour All My Days
- 1992 – Love Is Blind

### Samlingsalbum
- 1993 – Kajagoogoo & Limahl – The Singles and More
- 1996 – The Best of Limahl
- 2003 – The Very Best of Kajagoogoo & Limahl

### Singlar
- 1983 – Too Shy
- 1983 – Ooh To Be Aah
- 1983 – Hang On Now
- 1983 – Only For Love
- 1984 – Too Much Trouble
- 1984 – The Neverending Story
- 1984 – Tar Beach
- 1986 – Love In Your Eyes
- 1986 – Inside To Outside
- 1986 – Colour All My Days
- 1990 – Stop
- 1991 – Maybe This Time
- 1992 – Too Shy – 92
- 1992 – Love Is Blind
- 2002 – Love that Lasts
- 2006 – Tell Me Why
- 2012 – 1983
- 2012 – London for Christmas